# Irène Reno

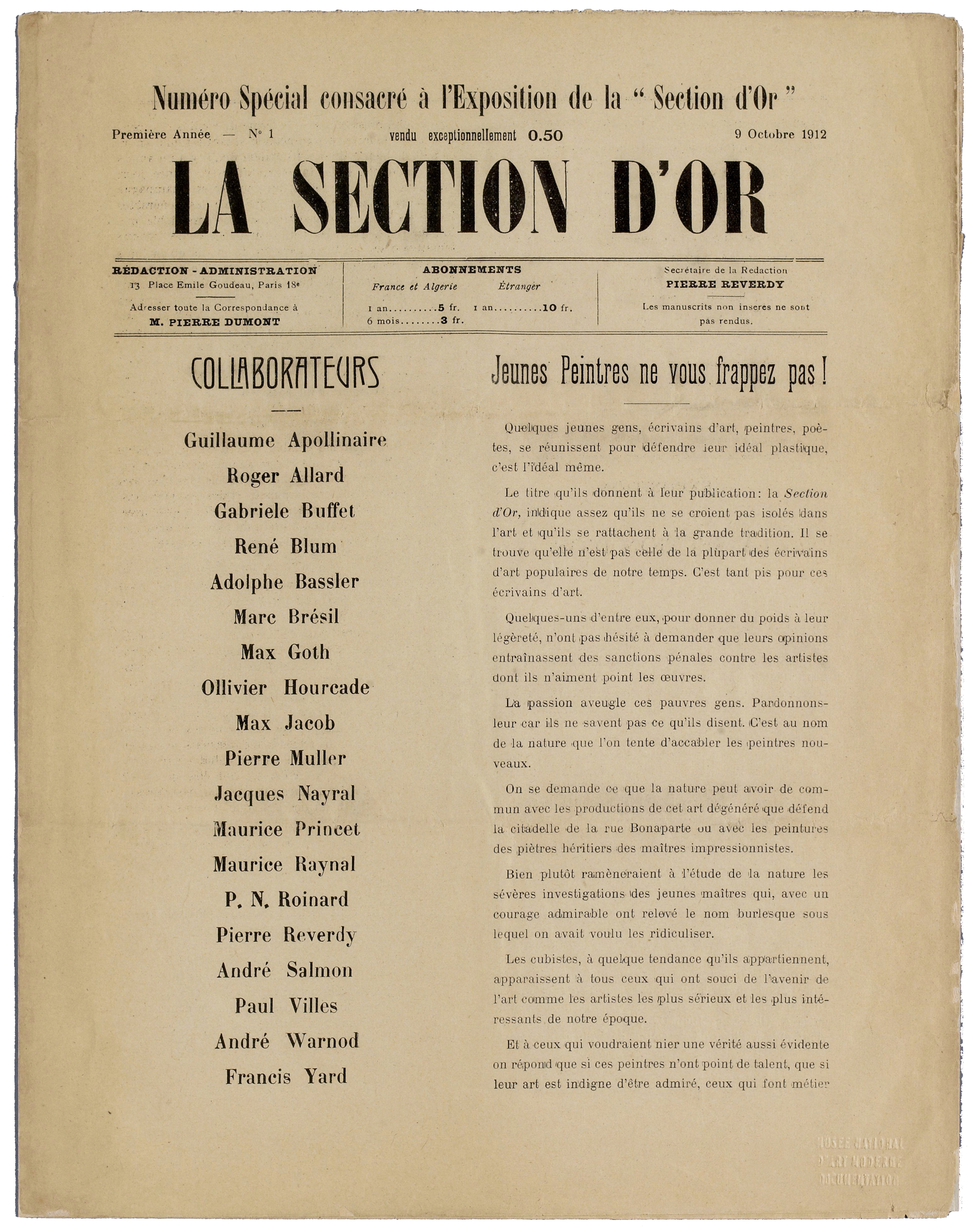
La Section d'Or, wydanie specjalne, wystawa 1912

Irène Reno (wł. Rena (Irena) Hassenberg) (ur. 29 kwietnia 1884 w Warszawie, zm. 19 lutego 1953 w Paryżu) – francuska malarka i litografka pochodząca z Polski.

## Życiorys
Irena Janina Hassenberg była córką Fabiana Hassenberga i Flory Tennebaum. Ukończyła warszawską Szkołę Sztuk Pięknych, w 1905 wyjechała do Paryża. Szybko odnalazła się w nowym środowisku, nawiązała liczne kontakty i już w 1907 jej prace były wystawione w Salonie Jesiennym. Od ok. 1910 bywała na Korsyce, niedaleko Ajaccio, gdzie tworzyła obrazy, które wystawiała na Salonie Jesiennym w 1912, a następnie w 1920. François de Beaulieu wymieniał malarkę jako jedną z wybitnych artystów odwiedzających Zatokę Morbihan, którzy w 1911 malowali widok wyspy Moines. W tym okresie zainteresowała się kubizmem, o czym świadczy udział jej prac w odbywającym się w 1912 Salonie de la Section d'Or. Irène Reno tworzyła pejzaże morskie okolic Korsyki i Rzymu, widoki miejskie Paryża i Nowego Jorku, gdzie przebywała w 1925 oraz Biarritz. Często malowała martwe natury i kwiaty, rzadko przedstawiała postacie ludzkie. W 1926 uzyskała obywatelstwo francuskie.

## Wystawy

### Indywidualne
- Zachęta Narodowa Galeria Sztuki, Warszawa, 1915.
- Galerie Berthe Weill, Paryż, 1924.
- Irène Reno - New York, Galerie d'art contemporain, Paryż, maj 1926.
- Galerie Eugène Druet, Paryż, 1926.

### Zbiorowe
- Salon des indépendants, Paryż, 1908.
- Salon de la Section d’Or, Galerie La Boétie, Paryż, październik 1912.
- Zachęta Narodowa Galeria Sztuki, Warszawa 1913, 1921.
- Salon de la Société nationale des beaux-arts, Paryż, 1921.
- Autour du port de Dieppe peint par Joseph Vernet en 1765, musée-château de Dieppe, juin-septembre 1977